# Sociobiologi
Sociobiologi er en del af biologien, der søger at forklare dyrs adfærd og sociale strukturer  ved at henvise til evolutionær fordel eller strategi. Den bruger teknikker fra etologi, evolutionsteori og populationsgenetik.
Selv om udtrykket var i brug så langt tilbage som 1940'erne, blev det ikke særlig udbredt indtil 1975, da E.O. Wilson udgav hans berømte bog, Sociobiology: The New Synthesis. Sociobiologi søger at forklare de evolutionære mekanismer bag social adfærd, såsom altruisme, aggression og opdragelse. Wilsons bog gav startskuddet til en af de største videnskabelige kontroverser i det 20ende århundrede.
Sociobiologi er baseret på den forudsætning, at nogle former for adfærd (både socialt og individuelt) er i hvert fald delvis arvet og kan blive påvirket af naturlig selektion. Det begynder med tanken at adfærd har udviklet sig over tiden, på samme måde at fysiske træk menes at have udviklet sig. Det forudser derfor, at dyrene vil handle på måder, der har vist sig at være evolutionært succesfulde over tiden, hvilket kan blandt andet resultere i dannelsen af komplekse sociale processer der fører til evolutionære succes.
Den disciplin har til formål at forklare adfærd som et produkt af naturlig udvælgelse. Adfærd er derfor ses som et forsøg på at bevare ens gener i befolkningen. Iboende i Sociobiologisk begrundelse er tanken, at visse gener eller gen-kombinationer, som har indflydelse især adfærdstræk kan  arvet fra generation til generation.
Mange kritikere mener, at der er en intellektuel sammenhæng mellem sociobiologi og biologiske determinisme, troen på at de fleste menneskelige forskelle kan spores til specifikke gener snarere end forskelle i kultur eller sociale miljøer. Kritikere mener også, at der er paralleller mellem sociobiologi og  sociale darwinistiske og racehygiejne bevægelser i begyndelsen af det tidligere 20. århundrede.
| Biologi | Spire Denne artikel om biologi er en spire som bør udbygges. Du er velkommen til at hjælpe Wikipedia ved at udvide den. |